# Myssjö distrikt
Myssjö distrikt är ett distrikt i Bergs kommun och Jämtlands län. Distriktet ligger omkring Hallom och Kövra i västra Jämtland.

## Tidigare administrativ tillhörighet
Distriktet inrättades 2016 och utgörs av Myssjö socken i Bergs kommun.
Området motsvarar den omfattning Myssjö församling hade 1999/2000.

## Tätorter och småorter
I Myssjö distrikt finns en småort men inga tätorter. 

### Småorter
- Kövra